# Москардо, Габриэл
Габриэ́л Си́лва Моска́рдо де Са́лес (порт.-браз. Gabriel Silva Moscardo de Salles; родился 28 сентября 2005, Таубате) — бразильский футболист, полузащитник французского клуба «Пари Сен-Жермен». В сезоне 2025/26 выступает на правах аренды за «Брагу».

## Клубная карьера
Воспитанник футбольной академии клуба «Коринтианс». 28 июня 2023 года дебютировал в основном составе в матче Кубка Либертадорес против уругвайского «Ливерпуля». 2 июля 2023 года дебютировал в бразильской Серии A, выйдя в стартовом составе в матче против «Ред Булл Брагантино».
25 января 2024 года подписал контракт с французским клубом «Пари Сен-Жермен». Сумма трансфера составила 20 млн евро. Согласно условиям соглашения до июня 2024 года Москардо выступал за «Коринтианс» на правах аренды.
В августе 2024 года Москардо отправился в сезонную аренду в клуб «Реймс».
19 июля 2025 года отправился в сезонную аренду в португальский клуб «Брага».

## Карьера в сборной
7 сентября 2023 года дебютировал за сборную Бразилии до 23 лет.
Зимой 2025 года в составе сборной Бразилии до 20 лет выиграл молодёжный чемпионат Южной Америки.

## Достижения
Сборная Бразилии (до 20 лет)
- Победитель чемпионата Южной Америки (до 20 лет): 2025